# یاروسلاف رادون
یاروسلاو رادون تلفظ چکی: [ˈjaroslaf ˈradoɲ]؛ (زاده ۳ سپتامبر ۱۹۸۶ در کوتنا هورا) یک قایقرانی سرعتی اهل جمهوری چک است. در بازیهای المپیک تابستانی ۲۰۱۲، او در 1000 C-۲ متر مردان به رقابت پرداخت، و با فیلیپ دیوراک، به مقام پنجم مشترک دست یافتند.